# Maurizio Pietra
Maurizio Pietra (Cremona, 21 marzo 1514 – Vigevano, 20 maggio 1576) è stato un vescovo cattolico italiano.

## Biografia
Maurizio Pietra nacque da una nobile famiglia milanese presso il castello di Cremona il 21 settembre 1514. Figlio di Francesco Pietra e di sua moglie Caterina Stampa. A soli 14 anni, nel 1528, venne ammesso come paggio alla corte del duca di Mantova con l'intento di intraprendere la carriera delle armi, rimanendovi stabilmente per cinque anni, per poi entrare dapprima nelle milizie del duca di Milano e poi di quelle dell'imperatore Carlo V. Decise quindi di abbandonare il tutto e intraprendere la carriera ecclesiastica.
Era nipote di Galeazzo Pietra, suo predecessore alla cattedra episcopale vigevanese, al quale succedette alla morte di questi nel 1552. Già da dodici anni svolgeva il compito di vescovo coadiutore di Vigevano, coadiuvando l'anziano zio nell'amministrazione della diocesi affidatagli ed assicurandosi nel contempo il diritto a succedergli.
Succeduto a questa carica il 27 ottobre 1552, vi celebrò la prima messa solo nel 1554 disinteressandosi inizialmente al governo effettivo della diocesi che venne affidata a Melchiorre Crivelli, vescovo titolare di Tagaste e vescovo coadiutore di Vigevano. Di Maurizio Pietra sappiamo che però prese parte, la seconda domenica di aprile dell'anno 1556, ad una seduta del concilio di Trento, del quale approvò molte delle riforme e le riportò nella propria diocesi, dando subito il via ad un ciclo di visite pastorali e fondando il primo seminario diocesano.
Nel 1572 tenne per la prima volta un sinodo diocesano, coadiuvato in questo da San Carlo Borromeo il quale più volte lo invitò a partecipare ai sinodi metropolitani tenutisi in Milano. Nel 1574 ospitò presso il palazzo vescovile di Vigevano il nobile principe Giovanni d'Austria dopo la vittoriosa battaglia di Lepanto.
Morì a Vigevano il 20 maggio 1576 dopo aver contratto una febbre tifoidea e venne sepolto presso l'altare del duomo cittadino, vicino al trono episcopale.

## Genealogia episcopale
La genealogia episcopale è:
- Arcivescovo Filippo Archinto
- Vescovo Maurizio Pietra